# Janus Gruterus

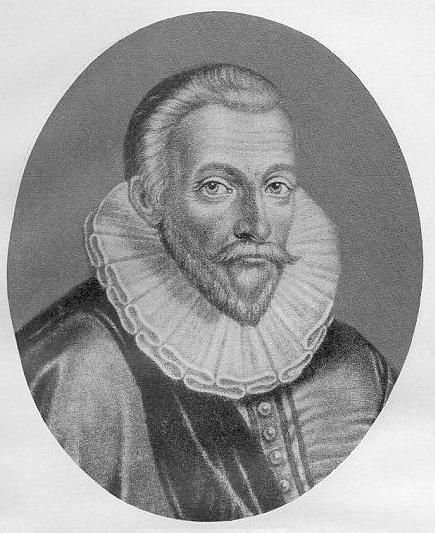
Janus Gruterus

Janus Gruterus, gelatiniseerde vorm van Jan de Gruytere of Jan Gruter, (Antwerpen, 3 december 1560 – Berhelden, nu Bierhelderhof (bij Heidelberg), 20 september 1627) was een klassiek filoloog, antiquaar, dichter en bibliothecaris van de Paltsbibliotheek in Heidelberg. Gruterus bediende zich soms van de pseudoniemen Ranutius Gherus en Johannes Gualterus.

## Leven
Janus Gruterus was een zoon van Wouter Gruterus, een rijke edele uit Antwerpen, en Catharina Tishem, een hoogontwikkelde vrouw van Engelse komaf. Op zijn zesde weken zijn ouders met hem uit naar het Engelse Norwich, waar veel calvinistische Nederlanders een toevlucht zochten voor de godsdiensttwisten. Nadat hij van zijn moeder en op de Latijnse school de beginselen van het Latijn en Grieks had geleerd, ging hij in 1577 in Cambridge rechten studeren. In 1579 zette hij zijn studie voort bij Hugo Donellus (Hugues Doneau) in Leiden, waar hij in 1584 promoveerde tot doctor in de rechten. Hier mocht hij onder anderen Justus Lipsius en Janus Dousa tot zijn vrienden rekenen.
Na zijn studie maakte hij een reis door Duitsland, Frankrijk, Italië en Zwitserland, waarna hij zich eerst vestigde in Rostock om aan de universiteit geschiedenis te doceren. Daarna ging hij naar Wittenberg, waar hij in 1590 hoogleraar geschiedenis werd. Omdat hij zich niet kon verenigen met de sterk lutherse signatuur van de universiteit, verliet hij Wittenberg en ging naar Heidelberg, waar hij in 1592 door Frederik IV, keurvorst van de Palts, werd benoemd tot hoogleraar geschiedenis. In 1602 werd hij hier tevens benoemd tot bibliothecaris van de beroemde Paltsbibliotheek (Bibliotheca Palatina), die hij in twintig jaar tijd uitbouwde tot een unieke collectie. Na de inname van Heidelberg in 1622 door Johan van Tilly werd Gruterus verbannen. De collectie boeken en handschriften viel uiteen. Bijna alle handschriften werden door de pauselijke gezant in beslag genomen en naar Rome overgebracht. Ook Gruterus’ fameuze privécollectie werd geplunderd. Na een verblijf in het zuiden van Duitsland kwam Gruterus terug naar Heidelberg, waar hij zich op een landgoed buiten de stad vestigde. Hij overleed daar op 20 september 1627 en werd in Heidelberg begraven.
Gruterus trouwde vier keer. De eerste keer op 12 juni 1592 met Johanna De Smet, dochter van Henricus Smetius, die echter in 1594 zelfmoord pleegde door van het dak van hun huis te springen. Ze hadden een dochter Johanna Katharina. Een tweede keer trouwde hij in 1595 met Anna Kimedoncius, dochter van Jacob Kimedoncius, die overleed in 1599. Met haar had hij een dochter Agnes Sibylla. Een derde keer trouwde hij op 10 mei 1601 met Katharina Stöckle, die overleed in 1607, en ten slotte in 1612 met een vrouw uit de familie Van den Corput.

## Biografieën
Vrij kort na Gruterus’ dood verschenen de eerste biografieën. De hoogleraar Friedrich Hermann Flayder uit Tübingen publiceerde Vita, mors et opera Iani Gruteri (Leven, dood en werken van Janus Gruterus, Tübingen 1628). Balthasar Venator, die onder Gruterus had gewerkt in Heidelberg, schreef een biografische Panegyricus Iano Grutero scriptus (Lofrede geschreven op Janus Gruterus, Genève 1631; herdr. Leipzig 1679 en Amsterdam 1707). In de 20e eeuw verschenen Jan Gruter, sein Leben und Wirken: ein Niederländer auf deutschen Hochschulen, letzter Bibliothekar der alten Palatina zu Heidelberg, nach den erreichbaren Quellen dargestellt (Bonn 1939) en de studie van Leonard Forster, die veel biografisch materiaal bevat (zie: Bronnen).

## Werk

### Poëzie
Als dichter schreef Gruterus in zijn Leidse studietijd (ca. 1580-1584) Nederlandstalige poëzie. Volgens zijn zeventiende-eeuwse biograaf Balthasar Venator schreef hij meer dan 500 Nederlandstalige sonnetten. Hiervan zijn er negen bewaard gebleven. Hiernaar te oordelen moeten de sonnetten grotendeels bewerkingen van oden van Horatius zijn geweest. Zijn Neolatijnse poëzie (elegieën, epigrammen, enz.) publiceerde hij onder andere in de verzamelbundel Pericula (Gevaren, Heidelberg 1587) en een tweede bundel Pericula (Heidelberg 1590).

### Filologisch werk
Gruterus hield zich druk bezig met tekstuitgaves van klassieke auteurs, waarbij hij geholpen werd door de vele unieke handschriften die hem ter beschikking stonden, en door de beste filologen van zijn tijd, met wie hij door briefwisselingen in contact stond. Zijn eerste belangrijke filologische werk verscheen in 1591 Suspicionum libri IX (Negen boeken verdenkingen), een verzameling kritische aantekeningen over de tekst van onder andere Plautus, Seneca en Apuleius. Hij maakte later uitgaven van het werk van een kleine twintig auteurs, vooral klassieke Romeinse schrijvers.

### Verzamelwerken
Gruterus’ belangrijkste verdienste lag in het uitgeven van grote verzamelwerken. Zo maakte hij in zijn Lampas, sive Fax artium liberalium (Toorts, of fakkel van de vrije kunsten, 7 delen, Frankfurt 1602-1634) een enorme hoeveelheid artikelen van geleerden over allerlei onderwerpen, voorzien van zijn aanvullingen en commentaar, toegankelijk. En de Bibliotheca exulum: Seu Enchiridion Divinae Humanaeque prudentiae (Bibliotheek van ballingen, of handboek van goddelijke en menselijke wijsheid, Frankfurt 1625), was een verzameling van zo’n 30.000 sententiae uit het werk van Griekse en Romeinse schrijvers, maar ook uit de recente literatuur.
Dat Gruterus' gigantische werkkracht en zucht tot systematisering niet altijd goed uitviel bleek met zijn overzichten van de kerk- en politieke geschiedenis: Chronicon Chronicorum Ecclesiastico-Politicum (2 dln., Frankfurt 1614) en Chronicon Chronicorum Politicum (2 dln., Frankfurt 1614). Deze onder het pseudoniem Johannes Gualt(h)erus (=Wouter, de naam van zijn vader) uitgebrachte werken waren volgens het oordeel uit 1770 van de bibliograaf Jean-Noël Paquot zeer slordig in elkaar gezet.
Zijn belangrijkste verzamelwerken zijn echter de volgende:

#### Verzameling Romeinse inscripties
Als Gruterus belangrijkste werk geldt het verzamelwerk Inscriptiones antiquae totius orbis Romani, in corpus absolutissimum redactae (De antieke inscripties uit de hele Romeinse wereld, samengebracht in een zeer definitieve verzameling, Heidelberg 1602). Uitgaande van een al door Martinus Smetius (ca. 1520-1567) verzamelde en door Lipsius in 1588 uitgegeven collectie en sterk geholpen door Josephus Justus Scaliger, nam hij hierin alle bekende Griekse en Latijnse inscripties op. In 1707 verscheen nog een verbeterde en vermeerde editie van de hand van Johannes Georgius Graevius, waarna dit het standaardwerk bleef tot de verschijning van het Corpus Inscriptionum Graecarum (vanaf 1825) door August Boeckh en het Corpus Inscriptionum Latinarum (vanaf 1853) door Mommsen.
Aan de Inscriptiones voegde Gruterus ook nog een overzicht toe van de Notae Tironianae, het stenoschrift dat oorspronkelijk door Cicero’s secretaris Tiro was ontworpen.

#### Bloemlezingen Neolatijnse poëzie
Onder het anagrammatische pseudoniem Ranutius Gherus bezorgde Gruterus een reeks bloemlezingen van Neolatijnse poëzie. Hij begon met de dichters uit Italië:
- Delitiae CC Italorum poetarum huius superiorisque aevi illustrium (Heerlijkheden van 200 Italische dichters die in deze en de vorige eeuw beroemd waren, Frankfurt 1608).

Daarna volgden de Franse, Duitse en Nederlandse Neolatijnse dichters:
- Delitiae C poetarum Gallorum huius superiorisque aevi illustrium, Frankfurt 1609
- Delitiae poetarum Germanorum huius superiorisque aevi illustrium, Frankfurt 1612
- Delitiae C poetarum Belgicorum, huius superiorisque aevi illustrium, Frankfurt 1614

### Brieven
Gruterus stond met vele vooraanstaande geleerden uit Europa in briefwisseling. Een groot deel van die correspondentie is in manuscript bewaard gebleven. Slechts een klein deel ervan is in druk uitgegeven:
- Brieven aan onder andere Georg Michael Lingelsheim (1556/8-1636) in: Briefe G.M. Lingelsheims, M. Berneggers und ihrer Freunde. Herausgegeben und erläutert von Dr. Alexander Reifferscheid, Heilbronn 1889
- Brieven uit de jaren 1593-1625, onder andere aan Conrad Rittershaus (1560-1613), jurist en hoogleraar in Altdorf in: Virorum clarorum saeculi XVI et XVII epistolae selectae, e codicibus manuscriptis Gottingensibus, Leipzig: Teubner 1894 (Online editie)
- Brieven gewisseld met de Engelse oudheidkundige William Camden (1551-1623) in: V. cl. Gulielmi Camdeni et illustrium virorum ad G. Camdenum Epistolae, Londen 1691

## Voetnoten
1. ↑  Zie de toetreding van Janus Gruterus in de Rostock Matrikelportal